# Preuilly-la-Ville
Preuilly-la-Ville är en kommun i departementet Indre i regionen Centre-Val de Loire i de centrala delarna av Frankrike. Kommunen ligger i kantonen Tournon-Saint-Martin som tillhör arrondissementet Le Blanc. År 2022 hade Preuilly-la-Ville 151 invånare.

## Befolkningsutveckling
Antalet invånare i kommunen Preuilly-la-Ville
Referens:INSEE